# Kelly Rickon
Kelly Anne Rickon, née le 27 octobre 1959 à San Diego, est une rameuse d'aviron américaine. 

## Carrière
Kelly Rickon est médaillée d'argent de quatre barré aux Jeux olympiques de 1984 à Los Angeles (avec Lisa Rohde, Anne Marden, Ginny Gilder et Joan Lind).